# Uhrovské Podhradie
Uhrovské Podhradie je obec v okrese Bánovce nad Bebravou na Slovensku. Žije v ní 39 obyvatel.

## Přírodní poměry
Podhorská obec leží v západní části Nitrických vrchů, v údolí Podhradského potoka. Nachází se asi deset kilometrů severozápadně od Bánovců nad Bebravou. Ve správním území obce leží přírodní památky Hradná jaskyňa, Čerešňová jaskyňa, přírodní rezervace Jedlie a zasahuje do něj národní přírodní rezervace Rokoš.

## Doprava
- zeleně značená trasa na Uhrovecký hrad
- modře značená trasa z hradu na Holý vrch (688 metrů)
- modře značená trasa na Rokoš

## Pamětihodnosti
- Uhrovecký hrad